# Zámecký rybník (Jičíněves)
Zámecký rybník (Jičíněves) o rozloze vodní plochy 2,0 ha se nalézá u zámku Jičíněves na východním okraji obce Jičíněves v okrese Jičín. Rybník je v soukromém vlastnictví rodiny Šliků a je využíván pro chov ryb.

## Popis
Hlavním přítokem je na severní straně Mlýnský potok, který za hrází pokračuje asi 200 m západním směrem do další, menší vodní nádrže.
Po hrázi rybníka vede silnice III. třídy č. 32836.

## Galerie

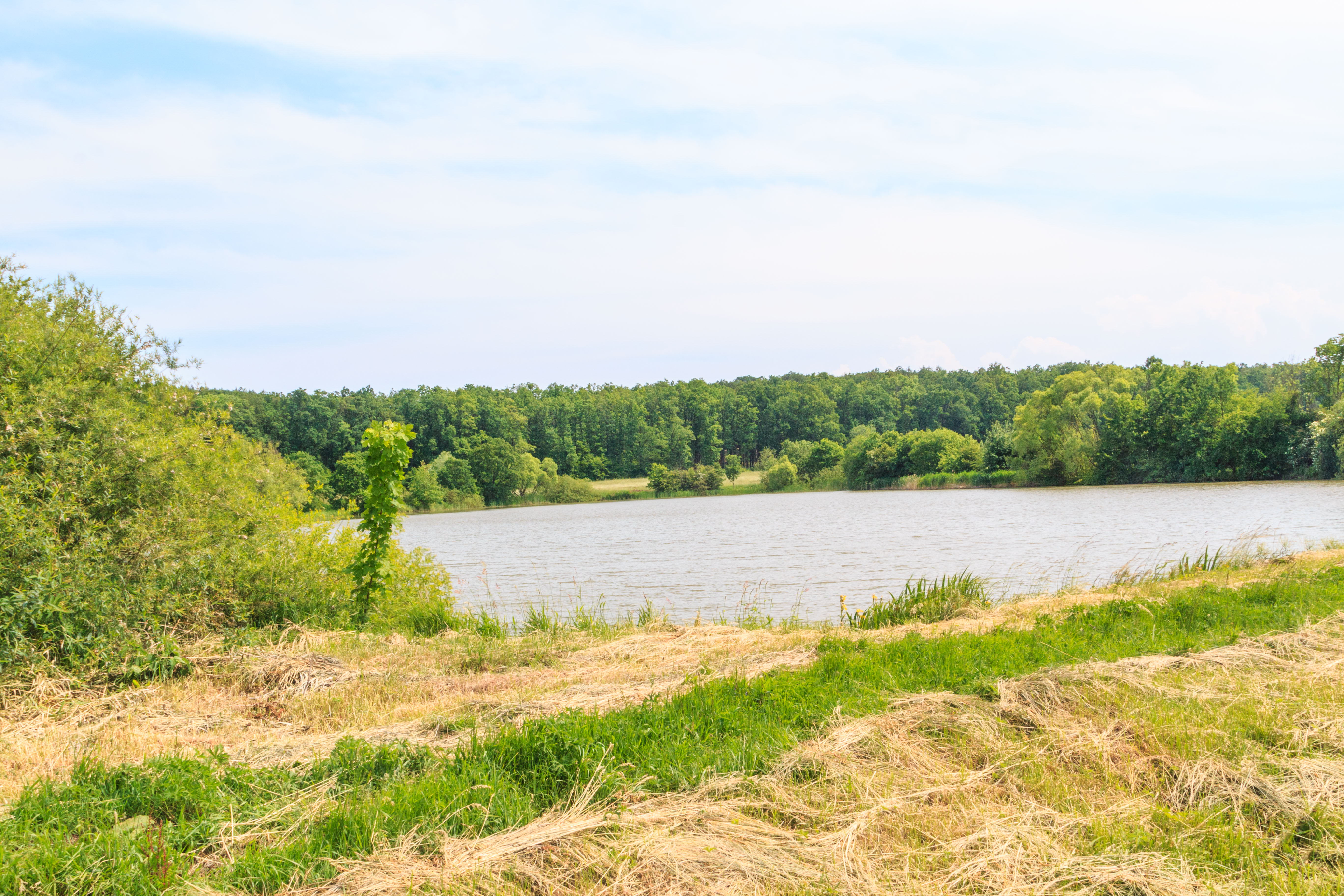
pohled na Zámecký rybník u Jičíněvsi
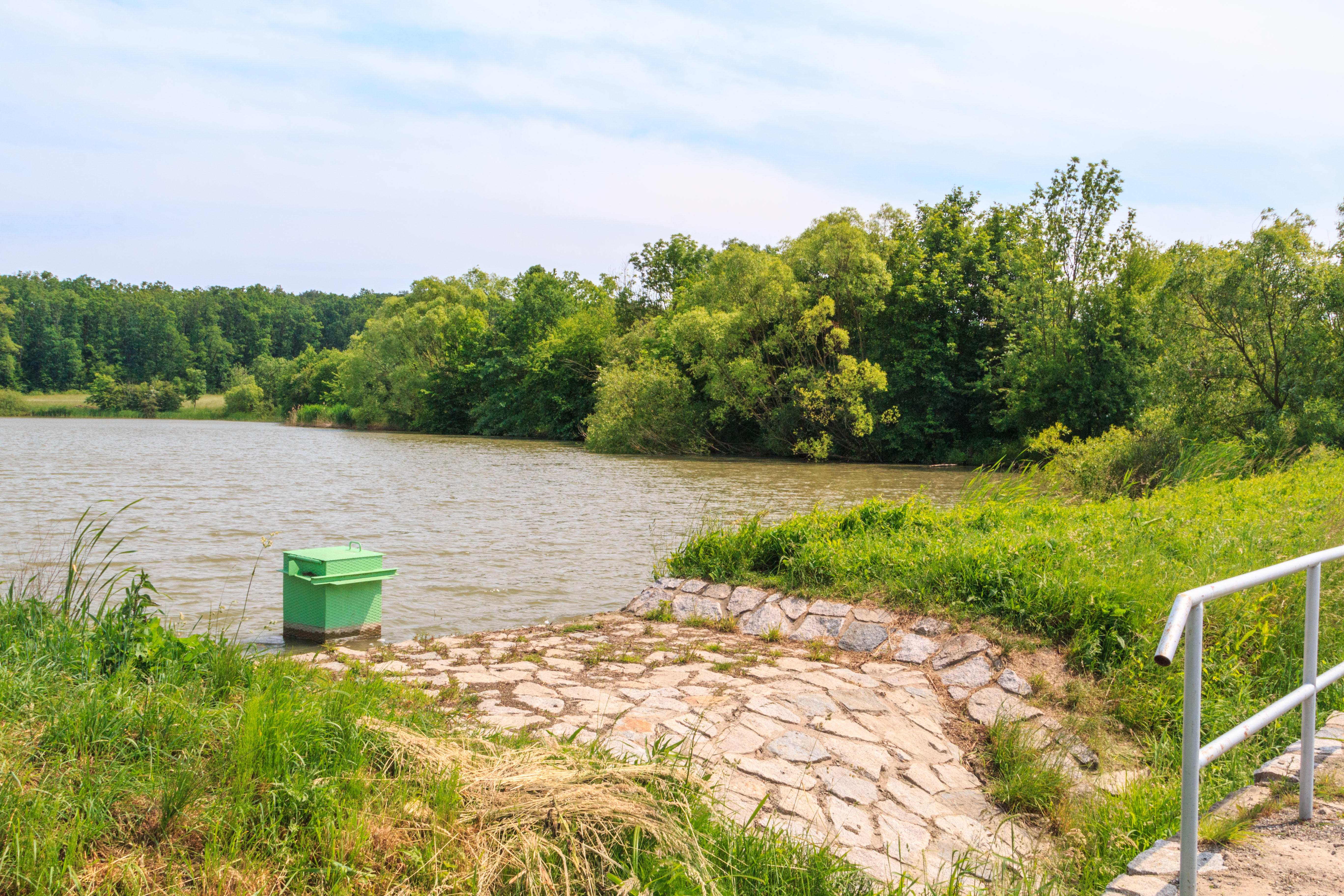
pohled na Zámecký rybník u Jičíněvsi
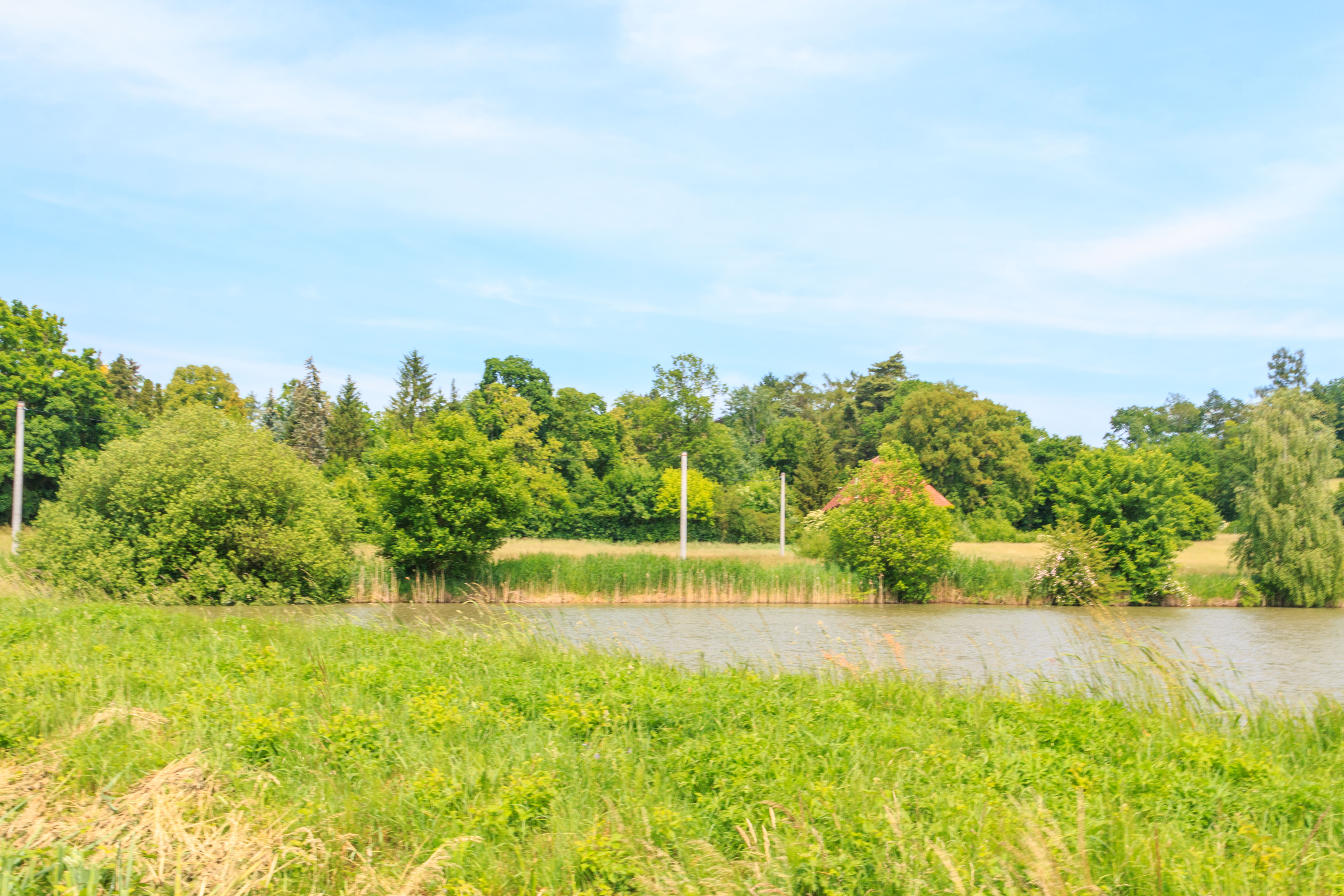
pohled na Zámecký rybník u Jičíněvsi
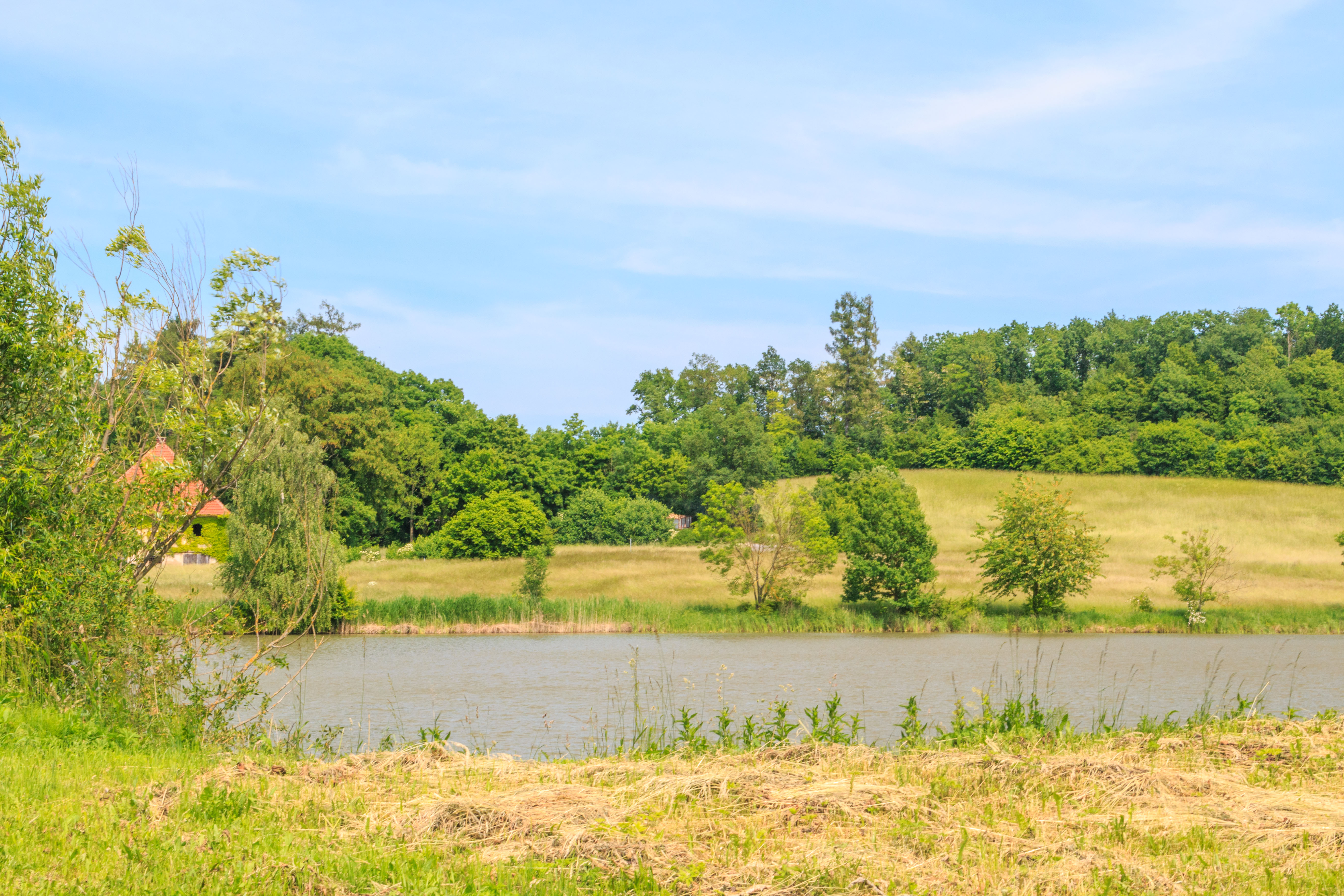
pohled na Zámecký rybník u Jičíněvsi